# Flaggen und Wappen der Provinzen Costa Ricas
Die Flaggen und Wappen der Provinzen Costa Ricas sind das Symbol der sieben Provinzen des Landes.
| Provinz    | Lage der Provinz | Flagge | Wappen | Kommentare |
| ---------- | ---------------- | ------ | ------ | --- |
| Alajuela   |                  |        |        | Die Flagge besteht aus dem Wappen auf weißem Grund. |
| Cartago    |                  |        |        | Cartago führt als Flagge eine horizontale Bikolore in Rot und Blau. |
| Guanacaste |                  |        |        | Horizontale Trikolore in Blau, Weiß und Grün mit einem roten Dreieck an der Liek. Neben den Farben der Nationalflagge Costa Ricas verwendet sie das Grün der Grassteppen der Provinz. Rot steht für das Herz der Einwohner, ihre Sanftheit und Fröhlichkeit, ihren Mut und ihre Männlichkeit. Blau ist der Himmel, Weiß steht für die Fruchtbarkeit und den Frieden und Grün für den Baum im Wappen der Provinz, das Grasland, die Ernte und die Arbeit der Bauern und der Viehzüchter. |
| Heredia    |                  |        |        | Die Flagge wurde am 19. Juli 1993 eingeführt. Sie besteht aus einer vertikalen Trikolore in Gelb, Weiß und Rot und dem Wappen der Provinz. |
| Limón      |                  |        |        | Die Flagge Limóns besteht aus einer horizontalen Trikolore in Grün, Blau und Weiß. |
| Puntarenas |                  |        |        | Die Flagge wurde am 7. April 1994 offiziell eingeführt. |
| San José   |                  |        |        | Die hier gezeigte Flagge war eine Zeit lang in Verwendung, wurde dann jedoch abgeschafft. Lange Zeit hatte die Provinz keine eigene Flagge, weswegen 2005 ein Wettbewerb für den Entwurf einer neuen Provinzflagge durchgeführt wurde. |